# Ferdinand Gottlieb Flechtner

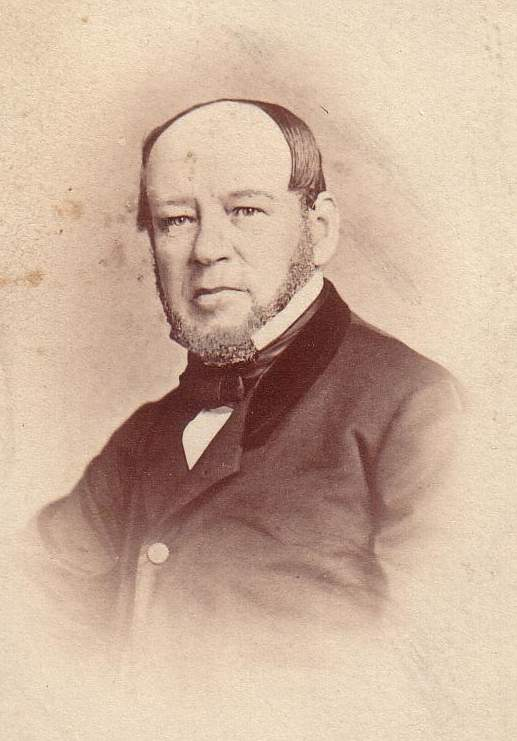
Ferdinand Gottlieb Flechtner, um 1860

Ferdinand Gottlieb Flechtner (* 11. Juni 1811 in Langenbielau, Niederschlesien; † 20. Juni 1867 ebenda) war ein deutscher Textilfabrikant.

## Fabrikgründer
Flechtner war der Sohn von Johann Gottlieb Flechtner (1767 bis 1830) und Eleonore Süssmann. Sein Vater war von Neu-Bielau (nach 1945: Bielawa Nowa) nach Ober-Bielau (nach 1945: Bielawa Górna) gezogen und hatte dort eine Bleicherei gegründet. Später verkaufte er den Betrieb und stattete seine vier Kinder mit einem erheblichen Geldvermögen aus. Ferdinand Gottlieb Flechtner investierte 1829 sein Erbe sowie das eines seiner beiden Schwestern in die Gründung der Textil-Fabrik Verlags-Weberei G. F. Flechtner, später auch Spinnerei G. F. Flechtner in Langenbielau (nach 1945: Bielawa), Ortsteil Niederstadt.

## Erste mechanische Weberei Schlesiens
Mit Hilfe eines Darlehens des bedeutenden Breslauer Textil-Großhändlers Mayer konnte Flechtner 1840 für 50.000 Taler vier Webmaschinen in England kaufen und per Eisenbahn sowie von Breslau aus auf Pferdewagen über teilweise extra verstärkte Brücken nach Langenbielau transportieren lassen. Noch 1840 konnten die mechanischen Webstühle in der Fabrik installiert und in Betrieb genommen werden. Somit war die Verlagsweberei von Flechtner die erste mechanische Buntweberei in Schlesien. Vom Weberaufstand 1844 in Peterswaldau und Langenbielau war die Flechtnersche Fabrik nicht direkt betroffen, anders als die Betriebe der Fabrikanten Gebrüder Zwanziger und Friedrich Dierig sowie Andretzky und Hilbert, die umkämpft und teilweise zerstört wurden. Bekannt wurde die Marke Flechtner vor allem im Osten Deutschlands durch die in Langenbielau produzierten Inletts. Zum Zeitpunkt der Enteignung der Firma 1945 belief sich der Jahresumsatz auf rund 12 Millionen Reichsmark, und es wurden 1.200 Arbeiter und Angestellte beschäftigt.

## Familie
Flechtner war zweimal verheiratet. Aus der ersten Ehe mit einem Fräulein Creby gingen die drei Kinder Philipp, Richard und Marie hervor, aus der zweiten Ehe mit Agnes Gründler (1823 bis 1903) weitere sieben Nachkommen: Reinhold, Martha, Konrad, Gustav, Laura, Arthur und Gertrud. Philipp und Reinhold († 1919) Flechtner übernahmen die Textilfabrik, Arthur Philipp Flechtner, der jüngste Sohn, wurde später General.